# Ciprian Foiaș
Ciprian Foias, ou Ciprian Foiaș, né le 20 juillet 1933 à Reșița (royaume de Roumanie) et mort le 22 mars 2020 à Tempe (Arizona, États-Unis), est un mathématicien roumain naturalisé américain. 
Il est récompensé par le prix Norbert Wiener pour les mathématiques appliquées en 1995 pour sa contribution dans le domaine de la théorie des opérateurs (en). Il est le premier lauréat de la * Médaille Béla Szőkefalvi-Nagy en 2000.

## Carrière
Ciprian Foias naît à Reșița (Roumanie). Il obtient son doctorat de l'université de Bucarest en 1962, sous la supervision de Miron Nicolescu. Il enseigne dans cette même université de 1966 à 1979, puis à l'université Paris-Sud de 1979 à 1983 et enfin à l'université de l'Indiana de 1983 à la retraite. Depuis 2000, il a donné des cours et fait de la recherche à l'université A&M du Texas où il est un distinguished professor (professeur éminent).
La constante de Foias porte son nom. Il est cité par l'Institute for Scientific Information dans les "Highly cited researchers".
Beaucoup de ses écrits ont été publiés en collaboration avec Solomon Marcus.
Parmi ses doctorants figure László Zsidó